# 中国人民解放军火箭军政治工作部
中国人民解放军火箭军政治工作部，位于北京市，是中国人民解放军火箭军机关职能部门，负责中国人民解放军火箭军政治工作。

## 沿革
1966年7月，中国人民解放军第二炮兵部队正式成立。机关设中国人民解放军第二炮兵司令部、中国人民解放军第二炮兵政治部、中国人民解放军第二炮兵后勤部。1975年12月增设中国人民解放军第二炮兵科技部（后改称技术装备部，1998年改设装备部）。
2015年12月，在深化国防和军队改革中，成立中国人民解放军火箭军。中国人民解放军火箭军设中国人民解放军火箭军政治工作部。

## 机构设置
- 组织局[3]
- 干部局[4]
- 兵员和文职人员局[5]
- 宣传局[6]
- 群工联络局[7]

……
直属单位
- 火箭军政治工作部宣传文化中心[8]

……

## 历任领导

### 中国人民解放军第二炮兵部队
| 中国人民解放军第二炮兵政治部主任 1. 于敬山（1968年8月—1970年12月，副政治委员兼） 2. 韩友庆（1970年12月—1975年8月） 3. 刘立封（1975年8月—1980年7月，1977年12月起为副政治委员兼） 4. 王尚（1980年7月—1985年7月） 5. 隋永举 中将（1985年7月—1990年4月） 6. 王洪福 中将（1990年4月—1994年12月） 7. 隋明太 中将（1994年12月—1997年11月） 8. 孙福 中将（1997年11月—2002年1月） 9. 张孝忠 中将（2002年1月—2009年1月） 10. 殷方龙 中将（2009年1月—2012年10月） 11. 于大清 少将（2012年12月—2013年12月） 12. 唐国庆 少将（2013年12月—2014年12月） 13. 张升民 少将（2014年12月—2015年12月） | 中国人民解放军第二炮兵政治部副主任 - 韩友庆（1969年2月—1970年12月） - 赵正才（1969年2月—？） - 庞汉良（？—？） - 王洪福 少将（1985年8月—1990年6月） - 隋明太 少将（1990年6月—1994年12月） - 郑延欣 少将（1992年10月—1995年10月） - 高同声 少将（1993年4月—？） - 洪以佑 少将（1994年12月—1996年7月） - 王炳春 少将（1993年4月—2004年12月） - 周长城 少将（1998年12月—2004年7月） - 魏斯晴 少将（1998年7月—2004年12月） - 乔东松 少将（2003年2月—？） - 邓天生 少将（2004年1月—2008年7月） - 杨国谦 少将（2004年12月—？） - 袁有望 少将（2006年12月—？） - 唐国庆 少将（2007年12月—2009年） - 张西南 少将（2007年—？） - 李春江 少将（2009年—？） - 丁兆军 少将（2010年—？） - 李志伟 少将（？—？） - 黎国如 少将（？—2015年） - 于春福 少将（2015年—2015年12月） - 蒋家革 少将（2015年—2015年12月） |

### 中国人民解放军火箭军
| 中国人民解放军火箭军政治工作部主任 1. 方向 中将（2015年12月—2017年6月） 2. 程坚 中将（2017年—） | 中国人民解放军火箭军政治工作部副主任 - 于春福 少将（2016年5月—） - 蒋家革 少将（2016年5月—） - 王定放 少将（2017年—） |